# بی‌ان زرافه
بی‌ان زرافه یک ستاره است که در صورت فلکی زرافه قرار دارد.